# 水谷紹
水谷 紹（みずたに あきら、1961年5月3日 - ）は、日本のシンガーソングライター、作詞家、作曲家、編曲家、プロデューサー、ナレーター、ギタリスト、バリトンサックス・プレイヤー、イークイボーカルレコード代表、真鍮レコード代表。バリトンサックス・アンサンブル「東京中低域」主催。

## 来歴
名古屋芸術大学在学中から友部正人のバンドに参加（ピアノ）。星勝のアシスタントや、高野寛のサポート（パーカッション、ギター）を。その後、シンガーソングライターとして、ソロ活動を開始。ファンハウスよりアルバム2枚、シングル2枚を発表。
音楽活動のかたわら劇団「時々自動」のベルリン公演に俳優として客演参加。 1997年にプライベートレーベルを設立、アルバムをコンスタントにリリース。
ホアチョ（exキリングタイム）、かわいしのぶ（exスーパージャンキーモンキー）とのユニット“トリコミ”でも活動。

## 音楽作品

### アルバム
- NIGHTINGALE（ナイチンゲール）（1992年3月25日 ファンハウス、FHCF-1183）
  - 01私は恥ずかしい
  - 02男か女
  - 03人生工作
  - 04ダイクへの注文
  - 05家族天国
  - 06藁の家
  - 07うなずく二人
  - 08今日の計画～OAO
  - 09ヤー!ボーイ!
  - 10誰もいないのに何かにむかって
  - 11ある微笑
  - 12愛の涙
  - 13水と生活
- ECCE H'OMO（エクセ・ホモ）（1992年11月26日 ファンハウス、FHCF-2053）
  - 01生きる
  - 02考えのまとまらない犬
  - 03少年と犬
  - 04What You Are!
  - 05ういやつ
  - 06芯 （かえうた）
  - 07固い握り
  - 08The defection of SIMAS KUDIRKA
  - 09金曜日
  - 10休む場所の無い家
  - 11夫婦の唄
  - 12芯 （もとうた）
  - 13いかないで兄さん～記念写真
  - 14Please Freeze Me
  - 15夢も希望も
- Open⇔Closed(開⇔閉)（1998/02/10、イークイボーカル、EQCD-0001）
  - 01新宿に死す
  - 02それは何故だス
  - 03ガール・フレンド
  - 04オープン⇔クローズド
  - 05こいびとのいないよるは
  - 06イチ日サン回
  - 07独房にて
  - 08水浴風景～The adventure of Jake～
  - 09ダイナモ
  - 10ブラジル
  - 11ぼくは一人で大きくなった
  - 12タイク
  - 13机の上のナイフ
- ものしり娘(1999/10/01、イークイボーカル、EQCD-0003)再発2017/12/20、EQCDUV-0003
  - 01ノーモー
  - 02大変だ、ヴィオレッタ!
  - 03蔵発見!
  - 04少年船長
  - 05双子の姉
  - 06ぼくんちの食卓
  - 07犬のライカ
  - 08ジェンカ
  - 09マヨネーズかけてナス
  - 10よそんちの食卓
  - 11ウイロー夫人
  - 12乙女三銃士
  - 13ものしり娘
  - 14乙女のエテュード
- PARADISE:POST（後楽園）（2001/03/03、イークイボーカル、EQCD-0004）
  - 01後楽園
  - 02愛してるって誓う二人
  - 03双子の姉
  - 04ノーモー
  - 05少年船長
  - 06心臓破りの娘
  - 07ガールフレンド
  - 08東京中低域の夜
  - 09地下鉄ソング
  - 10シー・ミー・ソング
  - 11ぼくは一人で大きくなった
  - 12東京電話
  - 13きみの母さんだ
  - 14オープン⇔クローズド
  - 15乙女三銃士～俺は三重苦～クーラー
  - 16バイバイ三銃士
  - 17男のマロン
- たべなくてもいい（2017/12/20、イークイボーカル、EQCD-0011）
  - 01吸血鬼
  - 02パパゲーノ
  - 03オニノコドモ
  - 04Patricious Vamp
  - 05固い握り
  - 06フニオチ
  - 07安全なバー
  - 08Vamp in Their Habitate
  - 09ヒトノコドモ
  - 10シリニホカケ

### シングル
- 今日の計画〜OAO〜（1992年3月1日 ファンハウス、FHDF-1162）
  - 1今日の計画〜OAO〜
  - 2男か女
- 少年と犬（1992年11月1日 ファンハウス、FHDF-1231）
  - 1少年と犬
  - 2夫婦の唄
  - 3最高のスカート
- VIVRE!（1998/08/21、イークイボーカル、EQCD-0002）
  - 01愛してビブレ! （just as on air mix）
  - 02少年船長
  - 03新宿に死す （Japanese）
  - 04新宿に死す （German）
  - 05新宿に死す （M.T.V.version）
  - 06愛してビブレ! （extenden“choked”mix）
- AKIRA MIZUTANI WITH NATSUMI STACEY / WISH THE MOST WONDERFUL [デジパック仕様]（2001/11/24、イークイボーカル、EQCD-0006）再発2017/12/20、EQCDUV-0006 
  - 01WISH THE MOST WONDERFUL
  - 02TECHTUDE
  - 03オサゲします （オンエア・ミックス）
  - 04オサゲします （歌ってます・ミックス）
  - 05オサゲします （未放映です・ミックス）

## その他
- 我慢できない! (音楽)